# Gazpar
Cet article possède un paronyme, voir Gaspard.

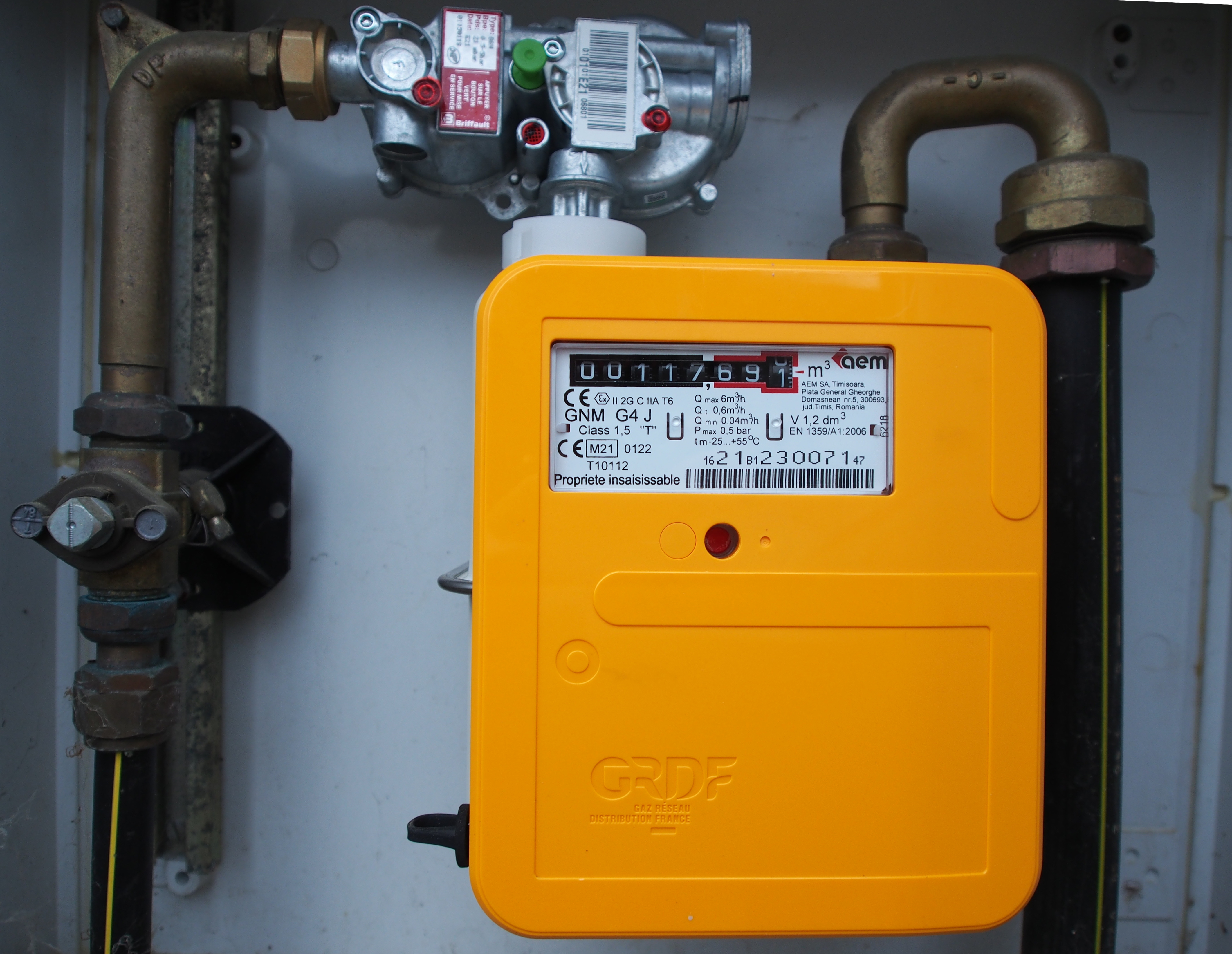
Compteur communicant GAZPAR

Gazpar est le nom du compteur communicant créé par GRDF, principal distributeur de gaz naturel en France, filiale du groupe Engie. Il est prévu qu'il remplace les anciennes générations de compteurs et mette à disposition des clients un relevé automatique à distance et quotidien de leur consommation de gaz naturel, quel que soit leur fournisseur. Ces données appartiennent au client et seront disponibles sur une interface personnalisée et sécurisée. Le déploiement généralisé des compteurs Gazpar sur l'ensemble du territoire français a fait l'objet d'une décision des ministres chargés respectivement de l'Énergie et de la Consommation.
Le déploiement est achevé en 2023.

## Présentation
Gazpar est le compteur communicant gaz de GRDF.
Il équipe les onze millions de foyers français raccordés au réseau de gaz naturel en 2023.  
Il a pour objectif de relever quotidiennement et à distance les informations de consommation des foyers dans lesquels il est installé : il permet ainsi de facturer les abonnés sur leur consommation réelle et non plus sur des estimations.

## Principe de fonctionnement
Le compteur communicant gaz enregistre la consommation des foyers tous les matins. 
Il transmet ensuite cette information vers un concentrateur, situé sur un point haut : église, château d'eau, immeuble. Cette transmission se fait deux fois par jour, dure moins d’une seconde et se fait avec la technologie Wize (en) qui communique sur des fréquences radio (169 MHz) de la bande FM (VHF bande II – 87,5 à 108 MHz).
Cette bande de fréquences se compose de 5 canaux montants (communication "Compteur vers Concentrateur") de 12,5 kHz de largeur.  
En sortie d’usine, la fréquence centrale d’émission Fc d’un compteur est attribuée comme suit et selon dernier chiffre du numéro de série :
- 0 ou 1 : Fc 169,40625 MHz ; Ch1
- 2 ou 3 : Fc 169,41875 MHz ; Ch2
- 4 ou 5 : Fc 169,44375 MHz ; Ch3
- 6 ou 7 : Fc 169,45625 MHz ; Ch4
- 8 ou 9 : Fc 169,46875 MHz ; Ch5

Un 6ème canal (nommé DL pour Down Link) est réservé au sens descendant c’est-à-dire pour les communications du concentrateur vers les compteurs, sa fréquence est de 169,431 25 MHz et se trouve donc entre les canaux Ch2 et Ch3.
Chaque concentrateur collecte les informations des compteurs environnants et les retransmet à son tour, via le réseau GPRS (GSM) aux Systèmes d’Information de GRDF durant 15 minutes par jour.

## Avantages pour les clients
Selon GRDF, les avantages du nouveau compteur communicant gaz pour les clients concernés seront les suivants à partir de 2017 :
1. Plus de clarté : la consommation quotidienne de gaz naturel disponible sur un espace client personnalisé et sécurisé pour mieux cerner sa consommation ;
2. Des relevés plus précis : les consommations mensuelles seront transmises automatiquement au fournisseur d’énergie du client ;
3. Moins de dérangement : le relevé automatique à distance et au quotidien vient remplacer les relevés manuels ;
4. Une maîtrise d’énergie : avec ces informations précises, il sera possible d’optimiser sa consommation d’énergie.

## Fabrication
Début 2013, GRDF a lancé un appel d'offres de 600 millions d'euros pour la fabrication des 11 millions de Gazpar. En février 2014, GRDF dévoile les entreprises remportant l’appel d’offre :
- Le Roumain AEM et le Français Sagemcom fabriqueront 4,7 millions de compteurs[6]
- L’Américain Itron fabriquera 3,7 millions de compteurs[7]
- L’Italien Dresser et le Français Sappel (actuellement DIEHL Metering) fabriqueront 2,5 millions de compteurs[8]
- Le Français Kerlink fabriquera les concentrateurs

1 000 emplois nets seront créés dans le cadre de ce projet : en recherche et développement, sur les chaînes d’assemblage et de production, et pour la pose, le pilotage et la maintenance des nouveaux compteurs.

## Déploiement
Le déploiement généralisé des compteurs Gazpar sur l'ensemble du territoire français a fait l'objet d'une décision des ministres chargés respectivement de l'Énergie et de la Consommation le 23 septembre 2014.
Le déploiement a débuté en 2015 dans vingt-quatre communes pilotes situées en Île-de-France, Bretagne, Normandie et Rhône-Alpes Auvergne, pour un total de 150 000 compteurs,.
L'équipement complet des 11 millions de foyers concernés est achevé en 2023, à raison de 10 000 nouveaux compteurs Gazpar installés chaque jour pendant sept ans, pour un budget estimé à un milliard d'euros.

## Coût
Le coût d’acheminement du gaz ainsi que la maintenance du réseau, dont le compteur, sont inclus dans le tarif d’acheminement défini par la Commission de régulation de l'énergie (CRE). L’installation des nouveaux compteurs ne donnera donc lieu à aucune facturation supplémentaire.
Les coûts d’investissement liés au Projet Compteurs Communicants Gaz auront un impact moyen sur les factures de 0,3 %, et pourraient être plus que compensés par un meilleur pilotage de la consommation, produisant selon la CRE des économies de gaz estimées à 1,5 % en moyenne. Il est en effet avancé que la visualisation des courbes de consommation, facilitée par une relève plus fréquente pourrait permettre d'identifier et donc de réduire les usages les plus énergivores.
L'investissement est estimé à 1 milliard d'euros, financé par une augmentation du tarif représentant 2 à 3 euros par an sur 20 ans pour les clients chauffés au gaz. Comme pour Linky, le déploiement est soumis à une régulation incitative, prévoyant des bonus et des malus en fonction du respect d'objectifs définis (coûts, calendrier et performance). Permettant de relever la consommation de gaz à distance via un système radio, Gazpar doit aussi générer 850 millions d'euros d'économies d'énergie.